# ZiS-30
O ZiS-30 foi um canhão antitanque autopropelido, utilizado pela União Soviética durante a Segunda Guerra Mundial.
Constituído basicamente de um canhão antitanque M1943 (ZiS-2) de 57mm, montado sobre o chassi do trator de artilharia T-20 Komsomolets, o ZiS-30 era um leve, ágil e com uma blindagem fraca.

## História
O ZiS-30 foi um dos poucos veículos blindados de combate projetado às pressas pela indústria soviética logo após a invasão alemã, em 1941.
O canhão ZiS-2 foi um dos mais poderosos canhões antitanque disponíveis. A maioria dos canhões da época eram de calibre 20 e 50 mm, e o ZiS-2 possuía 57 mm.
Embora os motoristas estivessem protegidos sob a fraca blindagem do Komsomolets que os protegia contra metralhadoras, o artilheiro e carregador eram protegidos apenas pelo escudo do canhão. Eles foram completamente expostos nas laterais e na traseira, e o perfil relativamente alto fez-lhes alvos fáceis.
Houve problemas com disponibilidade dos chassis e dos canhões, e apenas pouco mais de 100 unidades foram construídas.